# الحمرة (لودر)

تعديل مصدري - تعديل

الحمرة هي إحدى قرى عزلة زارة بمديرية لودر التابعة لمحافظة أبين، بلغ تعداد سكانها 293 نسمة حسب تعداد اليمن لعام 2004.